# ツインクル (お笑いコンビ)
ツインクルは、日本のお笑いコンビ。SMA NEET Project所属。かつてはアップフロントエージェンシー（現：アップフロントプロモーション）に所属していた。

## メンバー
- ポリスじろう（本名：田中 二郎（たなか じろう）、1974年12月14日（50歳） - ）：ボケ担当
  - 京都府京都市出身。身長162cm、体重80kg。血液型B型。
  - 近畿大学文芸学部芸術学科卒業。
  - 2011年3月11日、東日本大震災の中、第1子誕生。
  - 現在2児の父。
  - ベビーシッター、チャイルドコーチングアドバイザーなどの資格を生かし、ベビーシッター、学童の先生として活躍中。
- クック井上。（ - いのうえ、本名：井上 義博（いのうえ よしひろ）、1974年9月21日（50歳） - ）：ツッコミ担当
  - 兵庫県神戸市出身。身長171cm、体重68kg。血液型AB型。
  - 近畿大学文芸学部芸術学科卒業。
  - 趣味の料理が高じ、フードコーディネーター、ジュニア野菜ソムリエ、食育インストラクター、バーベキューインストラクターなどの料理関係の資格を取得。
  - 仲の良い芸人を集め『クック井上。料理会』という料理を振る舞うパーティーを定期的に開催している。
  - 「週刊女性」」（主婦と生活社）や、「はなまるマーケット」（TBSテレビ）などから“最強料理芸人”と名付けられている。
  - 以下の番組の料理対決では、優勝を果たしている。

  - 『ぷっ』すま（テレビ朝日） - 『第2回芸能界お抱えシェフ-1グランプリ　～完結編～』で“大根のフルコース”を披露し、優勝。
  - 水トク!『今この芸人がスゴイ! 爆問パニックフェイス! ネタ&ギャグ大連発』（TBSテレビ） - 『激うまチャーハン対決』で“香り豊かなアナゴの佃煮チャーハン”を披露し、優勝。

  - 2013年4月に、初のプロデュース食品『萬菜餃子（ばんざいぎょうざ）』を発売。

## 来歴・概説
1999年にコンビを結成。
代表するものに、警察官に扮してのコントがあり、アメリカンジョークを発しながらホットドッグやケチャップなどを模したパーティーグッズを使ったネタを披露している。
2009年の大晦日に富士急ハイランドのカウントダウンイベントで行われたお笑い大会｢Q-1グランプリ｣にて参加総数108組の中で優勝。2010年の富士急ハイランドイメージキャラクターになり、富士急ハイランドのラジオCMやイベントに出演。

## テレビ/ラジオ番組
- 爆笑オンエアバトル（NHK総合）戦績0勝4敗 最高293KB
- オンバト+（NHK総合）戦績2勝1敗 最高481KB
- エンタの天使（日本テレビ）- 第10回（2009年5月27日）、キャッチコピーは「Hey!俺たちポリスマン」
- お笑い図鑑 ハマヌキ（tvk）
- マバタキー（フジテレビ）- 2012年12月31日
- 日曜ゴールデンで何やってんだテレビ（TBSテレビ）- マネージャー大相撲　SMAイチオシ芸人（2013年2月17日）
- おはスタ（テレビ東京）- 『ひなこ姫を起こせ！』
- 笑点 特大号（BS日テレ）- 『好楽の大花見会』
- お願い!ランキング（テレビ朝日）- 『まぁまぁマイク』

ポリスじろうのみの出演
- インパクト!（フジテレビ） - 第9回、第13回、第21回
- あらびき団（TBSテレビ） - 2008年1月23日（第14回）初出演
- ぐるぐるナインティナイン（日本テレビ） - 『おもしろ荘』コーナー
- 森田一義アワー 笑っていいとも!（フジテレビ） - 『金のたまごクラブ』
- 堂本剛の正直しんどい（テレビ朝日）
- ラジかるッ（日本テレビ）
- ヤレデキ!世界大挑戦（TBSテレビ）
- 半分エスパー（フジテレビTWO）
- ロンドンハーツ（テレビ朝日）
- ビートたけしのいかがなもの会（テレビ朝日）
- お願い!モーニング（テレビ朝日）
- ものまねグランプリ（日本テレビ）

クック井上。のみの出演
- グッと！スポーツ　年末スペシャル 錦織圭＋前田健太（NHK） - 2016年12月27日　『アスリートのTHE勝負メシ！　前田健太編』
- グッと！スポーツ（NHK） - 2017年4月4日から定期的に出演
- あのニュースで得する人損する人（日本テレビ）- 2017年3月16日　『家事えもんVS企画～冷凍うどん究極の１０分レシピ決定戦～』
- 『ぷっ』すま（テレビ朝日） - 『第2回芸能界お抱えシェフ-1グランプリ　～完結編～』優勝
- 『ぷっ』すま（テレビ朝日） - 『芸能界お抱えシェフ-1グランプリ　グランドチャンピオン大会　～前編～』
- お願い!ランキング（テレビ朝日）- 『料理自慢芸能人が集結!みんなにマネしてほしい!激ウマ!節約料理スペシャル!』
- はなまるマーケット（TBSテレビ） - 2012年7月10日『とくまる』コーナー　特集「キュウリ」
- はなまるマーケット（TBSテレビ） - 2012年8月3日『とくまる』コーナー　特集「スギちゃんと激うまバーベキュー」
- はなまるマーケット（TBSテレビ） - 2012年8月22日『とくまる』コーナー　特集「2012夏 芸能人レシピスペシャル 芸能人の極うまレシピSP！！」
- はなまるマーケット（TBSテレビ） - 2012年8月28日『とくまる』コーナー　特集「夏の時短レシピ　缶詰＋食材1つ」
- はなまるマーケット（TBSテレビ） - 2012年12月14日『とくまる』コーナー　特集「芸能界の料理人も登場！2012年流行グルメ総決算」
- はなまるマーケット（TBSテレビ） - 2013年1月16日『とくまる』コーナー　特集「今年は絶対コレが来る！くるくるグルメ2013」
- 水トク!『今この芸人がスゴイ! 爆問パニックフェイス! ネタ&ギャグ大連発』（TBSテレビ） - 『激うまチャーハン対決』優勝
- はなまるマーケット（TBSテレビ） - 2012年7月10日『とくまる』コーナー　特集「キュウリ」
- 珍種目No.1は誰だ!? ピラミッド・ダービー（TBSテレビ） - 2時間半SP『そっくり麻婆豆腐ダービー』にて中華の鉄人陳建一シェフと麻婆豆腐対決
- 珍種目No.1は誰だ!? ピラミッド・ダービー（TBSテレビ） - 2時間半SP『そっくりカルボナーラダービー』にて落合務シェフとカルボナーラ対決
- 特捜警察ジャンポリス（テレビ東京） - 2015年1月30日 2015年2月7日　『我こそは｢トリコ｣小松オーディション』
- センニュウ★感（テレビ東京） - 2015年12月6日
- ほぼほぼ ～真夜中のツギクルモノ探し～（テレビ東京） - 2016年11月12日
- 奥様は修行中（朝日放送） - 2014年5月27日　コンビニアレンジ料理の達人として奥様役の鈴木奈々に料理指南
- saku saku（テレビ神奈川）-『クック井上。の簡単朝食』
- アルスマグナ～半熟男子の野望～（毎日放送） - 2015年5月31日　『神生アキラのシイタケ克服計画！！』料理芸人として料理指南
- 食プラス（J:COMチャンネル） - 2015年8月～レギュラー　MC及び料理講師として
- 食プラスPresents　クック井上。こころメシ（ニッポン放送） - レギュラー　(渡部陽一「明日へ喝！」のコーナー番組)

## 書籍/新聞/DVD
クック井上。のみ
- 「日刊ゲンダイ　週末特別版」2012年6月30日号　『話題の料理芸人クック井上。が伝授「コンビニめし超アレンジ術」』（日刊現代）
- 「週刊女性」2012年10月2日号　『料理芸人・クック井上。の「10分で十分！秋味ごはん」』（主婦と生活社）
- 「週刊女性」2012年11月13日号　『最強料理芸人クック井上。「“アレ足し”で一気に本格派　洋食店の人気レシピ」』（主婦と生活社）
- 「週刊女性」2014年6月10日号　『料理芸人・クック井上。が伝授「絶対に失敗しない野菜炒め講座」』（主婦と生活社）
- 「週刊女性」2014年10月28日号　『ご飯のおとも お取り寄せグランプリ』（主婦と生活社）
- 「週刊女性」2014年12月2日号　『料理芸人クック井上。が教える！“毎日でも飽きない[100円]焼きう どんレシピ”』（主婦と生活社）
- 「週刊女性」2015年9月22日号　『新米の季節 カンタン＆ウマすぎる おにぎりのGU「もっと手軽に！レンチン2分でめちゃうまGU」』（主婦と生活社）
- 「週刊女性」2016年5月24日号　『冷めてもおいしい！オイルおにぎり』（主婦と生活社）
- 「週刊女性」2016年8月2日号　『料理芸人 クック井上。直伝！カレーリメイク 7変化』（主婦と生活社）
- 「日本全国 お取り寄せ手帖 vol.1」2014年9月20日号　『食べ比べ座談会｢豆腐｣＆｢おつまみ｣』（扶桑社）
- 「週刊SPA！」2014年10月7日号　『居酒屋より安くてうまい！せんべろ[コンビニ呑み]大研究』（扶桑社）
- 「Fielder(フィールダー)vol.10」2013年8月5日発行　『Produced by 最強料理芸人 クック井上。「いつものBBQが変わる“野菜が主役”レシピ」』（笠倉出版社）
- 「Fielder(フィールダー)」連載コラム『クック井上。の料理芸人月報』（笠倉出版社）
- 料理DVD『あいつの料理はテキトーに4、5分でザックリ作ってるのに、かなり美味い。』（グラジオラス レコード）
- 「BRUTUS（ブルータス）」連載コラム『十中八九同じ味！思い出巡りの料理レシピ』（マガジンハウス）